# Thị trấn Koziegłowy
Koziegłowy [kɔʑeˈɡwɔvɨ] là một thị trấn thuộc hạt Myszków, Silesian Voivodeship, Ba Lan, với dân số là 2.493 người (2004). Kể từ khi thành lập đến nay Kozieglowy thuộc về Lesser Poland 's Kraków Voivodeship, vào năm 1519 một quý tộc địa phương tên là Krystyn IV (Huy hiệu của Lis) bán làng với lâu đài cho Đức Tổng Giám mục của Kraków, Jan Konarski. Koziegłowy sau đó trở thành một phần của Công tước Siewierz, vào năm 1790 được sáp nhập với Lesser Ba Lan. Vào ngày 27 tháng 4 năm 1792, Koziegłowy đã nhận được điều lệ thị trấn từ Vua Stanisław August Poniatowski.
Năm 1795, thị trấn bị Vương quốc Phổ thôn tính (xem Phân vùng Ba Lan), trở thành một phần của tỉnh New Silesia. Năm 1807, nó được sáp nhập bởi Công tước Warsaw, năm 1815 trở thành Quốc hội Ba Lan do Nga kiểm soát. Theo sau các thị trấn khác của Ba Lan, người Nga đã tước Koziegłowy của điều lệ (1870), biến trạng thái của nó thành một ngôi làng. Năm 1918, Koziegłowy trở lại tái lập Ba Lan và cho đến năm 1939, nó thuộc về Cộng hòa Ba Lan Ba Thứ hai của Kielce Voivodeship. Dân số Do Thái của nó đã bị suy giảm   trong Holocaust, vào ngày 20 tháng 1 năm 1945, ngôi làng đã bị Hồng quân bắt giữ. Koziegłowy một lần nữa trở thành một thị trấn vào năm 1949.
Trong số điểm đáng chú ý có nhà thờ St Mary với nhà xứthế kỷ XV và gian giữa giáo đường năm 1679, và tàn tích của lâu đài từ thế kỷ XIV của gia đình Lis.